# ズボニミール・ボバン
ズヴォニミル・ボバン（クロアチア語: Zvonimir Boban、1968年10月8日 - ）は、クロアチア・イモツキ出身の元サッカー選手。ポジションはミッドフィールダー。元クロアチア代表。

## 経歴
ユーゴスラビアのディナモ・ザグレブでプロデビューし、19歳にしてキャプテンを務めた。1990年5月13日、クロアチアとセルビアの対立を背景にしたディナモ・ザグレブ対レッドスター・ベオグラードの試合で起こった暴動の際に、セルビア側の警官隊と乱闘を起こし、9か月間の出場停止処分を受け、ワールドカップ・イタリア大会に参加できなかった。
1991年、謹慎が解けると才能を見込まれてセリエAのACミランへ入団。1年間バーリへレンタル移籍した後、1992年ACミランに正式に加入、当初は外国籍枠に悩まされ、出場は限られた。1992-93年のチャンピオンズリーグ2次リーグの、ŠKスロヴァン・ブラチスラヴァ戦において直接FKを決め、ミランでの初得点を記録した。1993-94年シーズンは徐々にレギュラークラスの選手となり、開幕戦のレッチェ戦で決勝ゴールを決めると、32節のウディネーゼ戦ではボレーシュートを決めて勝利に貢献、チームはその勝利で優勝を決めるなど、リーグ優勝とチャンピオンズリーグ優勝の二冠に貢献した。1994年のトヨタカップ、ベレス戦では決定機を逃し、チームは敗れた。ミランでは1995-96年、1998-99年のセリエA優勝にも貢献した。しかし怪我などで徐々に出番を失い、2001年よりセルタへ移籍したが、モストボイからレギュラーを奪えず、サブでの出場に限定され、シーズン途中に突如引退した。
ユーゴスラビア代表では8試合に出場して1得点（フェロー諸島戦でクロスを足で流し込み得点）。1989年に行われた親善試合のブラジル代表戦では後半から途中出場してストイコビッチ、サビチェビッチ、プロシネチキと中盤を組み一緒にプレー。
ユーゴスラビアが解体し、クロアチア代表として臨んだUEFA EURO '96ではグループリーグのデンマーク戦でゴールを決めるなど、ベスト8に進出し、褒賞金を孤児の教育費や戦火で荒廃した故郷の復興費にあてた。
ワールドカップ初出場となった1998年のワールドカップ・フランス大会ではグループリーグの日本戦を除く6試合に出場、準々決勝のドイツ戦で1アシストを決めて勝利した。準決勝のフランス戦では自らのミスから決勝点を献上してしまった。それでも3位決定戦となったオランダ戦では1アシストを決め、3位入賞に貢献した。1999年11月13日のフランス戦でのプレーが代表最後の試合となった。代表チームでは51試合に出場、12得点を挙げた。
2001年、リーガ・エスパニョーラのセルタに移籍したが、シーズン終了を待たずして現役引退を表明し、2002年10月7日には引退試合が催された。引退試合には親交のある元テニスプレイヤーのゴラン・イワニセビッチも出場していた。
現役引退後は、イタリアの放送局で解説者を務めた。その後、2016年からは国際サッカー連盟（FIFA）の副事務局長に就任。
2019年6月、古巣ACミランの要請を受け、チーフ・フットボール・オフィサー（CFO）として17年ぶりに古巣ミランへ復帰を果たした。現役時代に同僚であったスポーツディレクターのパオロ・マルディーニと共にクラブの再建を託されたが、即戦力を獲得して現有戦力を強化する方針であったボバンとマルディーニに対し、CEOのイヴァン・ガジディスは若手育成を方針を掲げるなど両者は対立、報道によれば監督兼スポーツディレクターとしてラルフ・ラングニックの招聘を巡って両者の確執は決定的なものとなり、ついにボバンがガゼッタ紙のインタビューでカジディスら経営陣を批判するなど確執が顕在化した。2020年3月、ACミランはボバンとの契約解除を発表し、わずか9ヶ月でミランを去ることになった。
2021年4月、欧州サッカー連盟（UEFA）のサッカー部門のトップに就任。2024年1月末にUEFA会長の任期制限を撤廃する法案への抗議のため辞任した。

## 人物
「チェスは生活の一部」と語るほどのチェス愛好家、また大変な読書家でもある。さらに大学で歴史を学び博士号を取得するなど、高い知識、見識を備えた人物と見られ、クロアチア国内で大きな人気を集める。このことから次代のクロアチアサッカー協会のトップを担うと期待されているが、本人は幾度となくその誘いを断っている。
また、前述の暴動の当事者である自らを「純粋な愛国主義者」を称し、サッカーについては「人間の人文、宗教、愛情、芸術などによって、数多くの特徴を備えている」とクロアチア人としての境遇を踏まえて語っている。
ユーゴスラビア紛争の際には「私は100人の政治家にできないことをできる」と自身の表現力を表現した。
また父が経営するレストランがザグレブにある。

## 個人成績
| クラブ             | シーズン     | リーグ戦          | リーグ戦 | リーグ戦 | 国内カップ | 国内カップ | リーグカップ | リーグカップ | 国際大会 | 国際大会 | 合計 | 合計 |
| クラブ             | シーズン     | ディビジョン      | 出場     | 得点     | 出場       | 得点       | 出場         | 得点         | 出場     | 得点     | 出場 | 得点 |
| ------------------ | ------------ | ----------------- | -------- | -------- | ---------- | ---------- | ------------ | ------------ | -------- | -------- | ---- | ---- |
| ディナモ・ザグレブ | 1985-86      | ユーゴスラビア1部 | 2        | 0        | 0          | 0          | -            | -            | 0        | 0        | 2    | 0    |
| ディナモ・ザグレブ | 1986-87      | ユーゴスラビア1部 | 28       | 8        | 0          | 0          | -            | -            | 0        | 0        | 28   | 8    |
| ディナモ・ザグレブ | 1987-88      | ユーゴスラビア1部 | 30       | 13       | 1          | 1          | -            | -            | 0        | 0        | 31   | 14   |
| ディナモ・ザグレブ | 1988-89      | ユーゴスラビア1部 | 0        | 0        | 0          | 0          | -            | -            | 0        | 0        | 0    | 0    |
| ディナモ・ザグレブ | 1989-90      | ユーゴスラビア1部 | 26       | 9        | 2          | 1          | -            | -            | 2        | 0        | 30   | 10   |
| ディナモ・ザグレブ | 1990-91      | ユーゴスラビア1部 | 26       | 15       | 2          | 0          | -            | -            | 2        | 1        | 30   | 16   |
| ディナモ・ザグレブ | 通算         | 通算              | 112      | 45       | 5          | 2          | -            | -            | 0        | 0        | 121  | 48   |
| ACミラン           | 1992-93      | セリエA           | 13       | 0        | 3          | 0          | 0            | 0            | 6        | 1        | 22   | 1    |
| ACミラン           | 1993-94      | セリエA           | 20       | 4        | 2          | 0          | 1            | 0            | 8        | 0        | 31   | 4    |
| ACミラン           | 1994-95      | セリエA           | 21       | 1        | 3          | 0          | 1            | 0            | 12       | 2        | 37   | 3    |
| ACミラン           | 1995-96      | セリエA           | 13       | 3        | 2          | 0          | 1            | 0            | 5        | 3        | 21   | 7    |
| ACミラン           | 1996-97      | セリエA           | 28       | 1        | 3          | 0          | -            | -            | 5        | 1        | 36   | 2    |
| ACミラン           | 1997-98      | セリエA           | 23       | 2        | 6          | 1          | -            | -            | 0        | 0        | 29   | 3    |
| ACミラン           | 1998-99      | セリエA           | 27       | 2        | 4          | 0          | -            | -            | 0        | 0        | 31   | 2    |
| ACミラン           | 1999-00      | セリエA           | 17       | 6        | 3          | 0          | 0            | 0            | 2        | 0        | 22   | 6    |
| ACミラン           | 2000-01      | セリエA           | 16       | 2        | 3          | 1          | -            | -            | 7        | 0        | 26   | 3    |
| ACミラン           | 通算         | 通算              | 178      | 21       | 29         | 2          | 3            | 0            | 45       | 7        | 254  | 31   |
| バーリ (loan)      | 1991-92      | セリエA           | 17       | 2        | 0          | 0          | -            | -            | -        | -        | 17   | 2    |
| セルタ (loan)      | 2001-02      | プリメーラ        | 4        | 0        | 0          | 0          | -            | -            | 2        | 0        | 6    | 0    |
| キャリア通算       | キャリア通算 | キャリア通算      | 311      | 68       | 34         | 4          | 2            | 3            | 51       | 8        | 398  | 81   |

## 代表歴

### 出場大会
- U-20ユーゴスラビア代表

1987年 - 1987 FIFAワールドユース選手権（優勝）
- クロアチア代表

1996年 - UEFA EURO 1996（ベスト8)
1998年 - 1998 FIFAワールドカップ（3位）

### 試合数
- 国際Aマッチ 7試合 1得点（1988年-1991年、ユーゴスラビア）[22]
- 国際Aマッチ 51試合 12得点（1990年-1999年、クロアチア）[22]

| ユーゴスラビア代表 | 国際Aマッチ | 国際Aマッチ |
| 年                 | 出場        | 得点        |
| ------------------ | ----------- | ----------- |
| 1988               | 2           | 0           |
| 1989               | 1           | 0           |
| 1990               | 2           | 0           |
| 1991               | 2           | 1           |
| 通算               | 7           | 1           |

| クロアチア代表 | 国際Aマッチ | 国際Aマッチ |
| 年             | 出場        | 得点        |
| -------------- | ----------- | ----------- |
| 1990           | 1           | 0           |
| 1991           | 1           | 0           |
| 1992           | 1           | 0           |
| 1993           | 1           | 0           |
| 1994           | 5           | 0           |
| 1995           | 5           | 2           |
| 1996           | 9           | 2           |
| 1997           | 8           | 3           |
| 1998           | 13          | 5           |
| 1999           | 7           | 0           |
| 通算           | 51          | 12          |

## タイトル

### クラブ
ミラン
- セリエA : 4回 (1992-93, 1993-94, 1995-96, 1998-99)
- スーペルコッパ・イタリアーナ : 3回 (1992, 1993, 1994)
- UEFAチャンピオンズリーグ : 1回 (1993-94)
- UEFAスーパーカップ : 1回 (1994)

### 代表
U-20ユーゴスラビア代表
- FIFAワールドユース選手権 : 1回 (1987)

### 個人
- クロアチア年間最優秀選手賞 : 2回 (1991, 1999)
- ACミラン殿堂入り